# Nowy Tok (rejon demidowski)
Nowy Tok (ukr. Новий Тік) – wieś na Ukrainie w rejonie demidowskim obwodu rówieńskiego na Ukrainie.